# جاك ويلسون (لاعب كريكت)
جاك ويلسون (3 أبريل 1889 في المملكة المتحدة - 3 أكتوبر 1959 في المملكة المتحدة) (بالإنجليزية: Jack Wilson)‏ هو لاعب كريكت بريطاني وبريطاني (وحمل سابقاً جنسية المملكة المتحدة لبريطانيا العظمى وأيرلندا).